# Бруде I
Бруде I или Бруде мак Мелхон (гэльск. Bridei mac Maelchon) — король пиктов в 560—584/586 годах.

## Биография

### Правление
Бруде I впервые упоминается в ирландских анналах («Анналах Ульстера») в 558—560 годах. В них сообщалось о переселении Бруде мак Мелхона. Однако из текста непонятно, куда он переселялся. Это свидетельство являлось объектом многочисленных спекуляций. По одной из версий, в «Анналах Ульстера» это событие могло быть связано со смертью Габрана.
Есть версия о пересечении жизней Бруде I и Колумбы. Возможно, что Колумба обратил Бруде в христианство. В результате археологических раскопок в Портмахомаке была обнаружена монашеская община, которая существовала во второй половине VI века. Это может служить аргументом в пользу версии о принятии Бруде I христианства. Однако община могла бы быть создана и по желанию Колумбы.
Бруде I не был единоличным правителем. В 580 году, ещё до смерти Бруде, «Анналами Ульстера» зафиксирована смерть Галама. Кроме этого, ещё упоминается «суб-король Оркнейских островов». «Анналы Ульстера» упоминают два похода Бруде I на Оркнейские острова в 580 и 581 годах.
Столица пиктов и королевская резиденция в период правления Бруде I неизвестна. Адомнан рассказывает, что из королевского дворца Колумба ушёл к реке Несс, а суд располагался на вершине скалы. В связи с этим предполагается, что резиденция Бруде I находилась в Крейд-Фадриге, что к западу от Инвернесса и Боли-Фёрта.
Смерть Бруде произошла в 580-е годы, возможно, в борьбе за пиктский престол со своими соперниками в Мернсе. Это подтверждает «Хроника пиктов», которая называет соперником Бруде I Гартнарта II.

### Семья и дети
Бруде I, по версии историка Джона Морриса, был сыном Майлгуна ап Кадваллона. По этому поводу Моррис даже написал книгу, которая имела коммерческий успех, однако другие историки считают, что это ошибочная информация и она вводит в заблуждение. Его сестра Домелха вышла замуж за Айдана ДалРиадского.

### В культуре
Трилогия Джульетты Марилльер Хроника Бруде описывает биографию короля пиктов, в том числе правление и приход к власти.